# Dic van Duin
Dic van Duin (Rotterdam, 19 juni 1954) is een Nederlands acteur.
Van Duin volgde een opleiding aan de Toneelschool Amsterdam en speelde in een aantal toneelgezelschappen waaronder de Theatergroep Carrousel en Het Nationale Toneel. Naast acteren voor film- en televisieproducties gaf hij ook les aan de theaterscholen in Utrecht en Amsterdam. Daarnaast is hij ook jaren lang een van de gezichten in de reclamespotjes van Klaverblad Verzekeringen.

## Films
- 1996: Charlotte Sophie Bentinck als Willem Bentinck
- 1997: Karakter
- 1997: The Scarlet Seduction als Duits officier
- 2001: Necrocam als Bas
- 2001: Rotterdam, een ongemakkelijk sprookje
- 2002: Oesters van Nam Kee als vader studente
- 2002: Zicht op Rupert als Geert
- 2004: Zinloos
- 2007: Zadelpijn als Walter
- 2008: Brand als geestelijke (korte film)
- 2009: Coach als Rector LISO
- 2009: Maite was hier als dokter van Bierum
- 2013: Het Diner
- 2014: De onderkoning: strijd om de grondwet als Frans Adam van der Duyn van Maasdam
- 2014: Wonderbroeders als klant brouwerij
- 2014: Wiplala als publisher
- 2021: Mitra als Rob
- 2021: Sisyphus at Work

## Televisieseries
- 2000: Bij ons in de Jordaan als Johan (1 afl.)
- 2002: Hartslag als meneer Ras (1 afl.)
- 2004: Russen als Fyke Rombouts (1 afl.)
- 2004: Baantjer als Martin Kiers (1 afl.)
- 2005: Gooische Vrouwen als Robert Bovenlander (3 afl.)
- 2006: Keyzer & De Boer Advocaten als Hans Hezemans (1 afl.)
- 2007: Flikken Maastricht als Wim (1 afl.)
- 2008: Spoorloos verdwenen als Eduard Sprengler (1 afl.)
- 2009: Sorry Minister als Tom de Heer (1 afl.)
- 2009: De co-assistent als dokter Reiss (1 afl.)
- 2010: Deadline als directeur (1 afl.)
- 2011: Verborgen Gebreken als Ednér de Wit (2 afl.)
- 2011: Hart tegen Hard als Robert Verhulst (1 afl.)
- 2011: Eileen als ambassadeur (1 afl.)
- 2012: Dokter Deen als dokter de Jong (1 afl.)
- 2013: Moordvrouw als Huyskamp sr. (1 afl.)
- 2013: Van Gogh; een huis voor Vincent als oom Cent (1 afl.)
- 2013: Overspel als rechter (1 afl.)
- 2017: De mannentester als Gerard (1 afl.)
- 2023: Flikken Maastricht als Jean Hendriks (1 afl.)
- 2023: Mocro Maffia als Rogér (2 afl.)

## Theater
- 1977: Doña Rosita
- 1978: Bekende gezichten, gemengde gevoelens
- 1979: De stoelen van Kassandra
- 1980: Hippolytos
- 1981: Elektra
- 1982: De omweg
- 1983: Vanaf de balustrade
- 1984: De wereldreiziger
- 1985: Lulu
- 1986: De getatoeëerde roos
- 1986: Als een kat op een heet zinken dak
- 1987: Een tot nog toe onvervuld verlangen
- 1988: L'amour la mort
- 1989: Bloedbruiloft
- 1991: Die Bochel als de graaf
- 1992: De zoete vijandin
- 1993: Het ontbijt
- 1994: De stilte
- 1995: Het beroep van Mrs. Warren
- 1996: De rij
- 1997: De ijsman kome
- 1998: De vergissing
- 1999: De ernst van Ernst
- 2000: Abigails Party
- 2001: Troilus en Cressida
- 2002: Caravaggio
- 2003: Caligula
- 2004: Blonde Meintje
- 2005: De laatsten der onverstandigen
- 2006: Juliana
- 2007: Klei
- 2008: Van oude mensen, de dingen die voorbij gaan
- 2009: Heren van de thee
- 2010: Eindspel
- 2011: Broei
- 2012: 3 x leven
- 2013: Happy Days
- 2014: Stoner
- 2015: De tweeling
- 2017: Shostakovitsj
- 2017: Uit de tijd vallen
- 2017: De andere kant van de brug
- 2017: Neelie!
- 2018: De inspecteur en het dode meisje
- 2018: Strindberg en dal
- 2022: De Nederlandse Comedie